# Golden Quadrilateral

Verlauf der National Highways. Das Golden Quadrilateral ist blau hervorgehoben.

Das Golden Quadrilateral (GQ) ist eine die indischen Städte New Delhi, Chennai, Mumbai und Kalkutta (Kolkata) verbindende Autobahn. Das GQ ist das größte Autobahn-Projekt in Indien, dessen Baukosten auf 12,317 Milliarden US-Dollar veranschlagt sind. Die 5.846 km lange Verbindung ist bislang vierspurig und sollte bis 2014[veraltet] auf sechs Spuren erweitert werden.

## Strecken
Nur die National Highways werden im Golden Quadrilateral benutzt.
| Strecke           | National Highway | Streckenverlauf |
| ----------------- | ---------------- | --- |
| Delhi – Kolkata   | NH 2             | Delhi – Faridabad – Mathura – Agra – Firozabad – Etawah – Auraiya – Bhoganipur – Kanpur – Allahabad – Varanasi – Mohania – Barhi – Dhanbad – Asansol – Durgapur – Burdwan – Kolkata                                                                                          |
| Delhi – Mumbai    | NH 8 NH 79 NH 76 | Delhi – Gurgaon – Jaipur – Ajmer – Chittaurgarh – Udaipur – Gandhinagar – Ahmedabad – Vadodara – Surat – Silvassa – Mumbai |
| Mumbai – Chennai  | NH 4 NH 7 NH 46  | Mumbai – Panvel – Pune – Satara – Karad – Sangli-Miraj – Kolhapur – Belgaum – Hubli-Dharwad – Haveri – Ranebennur – Davangere – Chitradurga – Sira – Tumkur – Bangalore – Hosur – Krishnagiri – Bargur – Vaniyambadi – Vellore – Ranipet – Walajapet – Kanchipuram – Chennai |
| Kolkata – Chennai | NH 6 NH 60 NH 5  | Kolkata – Kharagpur – Baleshwar – Cuttack – Bhubaneshwar – Berhampur – Srikakulam – Vizianagaram – Visakhapatnam – Kakinada – Rajahmundry – Eluru – Vijayawada – Guntur – Ongole – Nellore – Gummidipoondi – Chennai                                                         |